# Ligusticum apiifolium
Ligusticum apiifolium là một loài thực vật có hoa trong họ Hoa tán. Loài này được (Nutt. ex Torr. & A. Gray) A. Gray mô tả khoa học đầu tiên năm 1868.